# Gabiley
Gabiley är ett distrikt i regionen Woqooyi Galbeed i Somaliland. Huvudorten är Gebilay.